# Distretto di Callalli
Il distretto di Callalli è uno dei venti distretti della provincia di Caylloma, in Perù. Si trova nella regione di Arequipa e si estende su una superficie di 1.485,1 chilometri quadrati.

Ha per capitale la città di Callalli e contava 2.554 abitanti al censimento 2005.